# Rádio Guaíba
Rádio Guaíba é uma emissora de rádio brasileira sediada em Porto Alegre, capital do estado do Rio Grande do Sul, que opera em FM, na frequência 101.3 MHz. Seus estúdios ficam localizados no Centro Histórico de Porto Alegre, no Edifício Hudson, que também é a sede do jornal Correio do Povo. Seus transmissores estão localizados no Morro da Polícia, junto aos da Record Guaíba.

## História
Às 12 horas do dia 30 de abril de 1957, inicialmente com 10 quilowatts em ondas médias e dois transmissores de ondas curtas, a ZYU 58 Rádio Guaíba de Porto Alegre entra no ar. Sua inauguração oficial acontece no Theatro São Pedro com a apresentação da Orquestra Sinfônica de Porto Alegre, da pianista Yara Bernette, do Coro Orfeônico da Sociedade Aliança de Novo Hamburgo e recital de Tito Schipa. Adroaldo Streck e Jairo Mello Christ foram os responsáveis pela primeira transmissão: "Rádio Guaíba, Porto Alegre, Brasil, no ar em caráter definitivo.".
Desde o início, o programa da Guaíba que mais se destacou foi o Correspondente Renner, que por 53 anos ficou no ar e por 46 foi narrado por Milton Ferreti Jung. Além dele, só narraram a síntese Mendes Ribeiro, Ronald Pinto e Ênio Berwanger. A primeira locutora feminina a apresentar o tradicional noticiário foi Maria Luiza Benitez.

Logomarca da Rádio Guaíba, usada até 2007

### Novo comando: Grupo Record
Em 2007, a família Ribeiro aceitou uma proposta de compra do complexo, que envolvia TV, jornal e a rádio, pelo Grupo Record.
Em agosto de 2007, o jornalista Rogério Mendelski, então na Rádio Pampa, foi contratado e passou a comandar o programa Bom Dia, pela manhã. Porém, no mês seguinte, Flávio Alcaraz Gomes deixa a emissora, pois sentiu-se desprezado pela nova direção da emissora ao ter seu horário diminuído com a chegada de Mendelski.
Em 2010, o Departamento de Esportes da emissora adotou um sistema em que, em jogos da dupla Grenal fora do Rio Grande do Sul, o narrador da jornada narra a partida direto do estúdio da emissora (o chamado off tube). No entanto, ocasionalmente, em jogos importantes, o narrador era enviado junto com o repórter. A partir da chegada de Nando Gross a chefia de esportes da emissora, apenas em jogos não envolvendo a dupla Grenal é utilizado o off tube.

Logomarca da Rádio Guaíba de 2007 a 2012

Em 30 de abril de 2010, foi ao ar pela última vez o Correspondente Guaíba, tradicional programa noticioso da emissora. Um ano depois, atendendo a pedidos dos ouvintes, o noticioso voltou ao ar, sob o patrocínio do Banco Renner.
Em junho de 2010, a Rádio Guaíba cobriu a sua 14.ª Copa do Mundo, na África do Sul. Foram enviados para a cobertura o narrador Haroldo de Souza e os repórteres Luiz Carlos Reche, Flávio Dal Pizzol e Rodrigo Oliveira. Também colaborou o enviado do jornal Correio do Povo, Hiltor Mombach. No Mundial, a Guaíba transmitia direto de Johanesburgo o programa de debates Ganhando o Jogo. Além disso, a emissora transmitiu todos os jogos do Brasil direto dos estádios em Johanesburgo, Durban e Port Elizabeth.
Em 16 de agosto, a emissora passou a transmitir também em FM, substituindo a sua co-irmã Guaíba FM nos 101,3 MHz. A festa de lançamento da nova frequência, chamada de "Dia da Virada", contou com a presença da governadora do Rio Grande do Sul, Yeda Crusius, do presidente da Assembleia Legislativa do Rio Grande do Sul, Giovani Cherini, e do prefeito de Porto Alegre, José Fortunati. Em novembro, seu principal narrador, Haroldo de Souza, deixa a emissora para integrar a Rádio Bandeirantes Porto Alegre. Após a saída de Haroldo, a Guaíba repõe com as contratações dos narradores Mário Lima e Marcos Couto. Também foi contratado o comentarista João Carlos Belmonte.

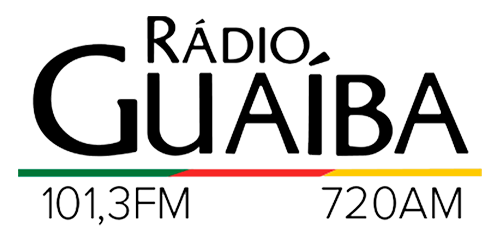
Logo usado até abril de 2024

Em 2 de janeiro de 2014, a emissora passa a transmitir a programação da Igreja Universal do Reino de Deus nas madrugadas, entre meia-noite e 4h,porém tem entradas ao vivo com a atualização das notícias da hora durante o período de veiculação. A mesma prática já vinha sendo adotada nas outras duas rádios do grupo, a Rádio Record de São Paulo e a Rádio Sociedade de Salvador.
Devido a uma irregularidade na troca societária em 2006, antes da venda do Sistema para a Record, a emissora ficou fora do ar durante as 24 horas da terça-feira, 13 de maio de 2014, atendendo a uma portaria do Ministério das Comunicações. No período, a Guaíba aproveitou o corte para uma manutenção e qualificação em seus transmissores.
A Guaíba não cobriu a Copa do Mundo FIFA de 2014 que foi realizada no Brasil (que seria a 15.ª) não se afiliando a alguma emissora detentora dos direitos e realizou debates sobre os principais lances dos jogos do mundial e realizou uma cobertura jornalística dos acontecimentos relacionados ao evento na capital gaúcha.
Em maio de 2024, as fortes chuvas que atingiram o Rio Grande do Sul danificaram a estrutura técnica do AM, inviabilizando sua reconstrução. Com isso, a emissora concentrou suas transmissões apenas em FM 101,3. O AM 720 deverá ressurgir em 85,7 MHz, provavelmente com outra programação.

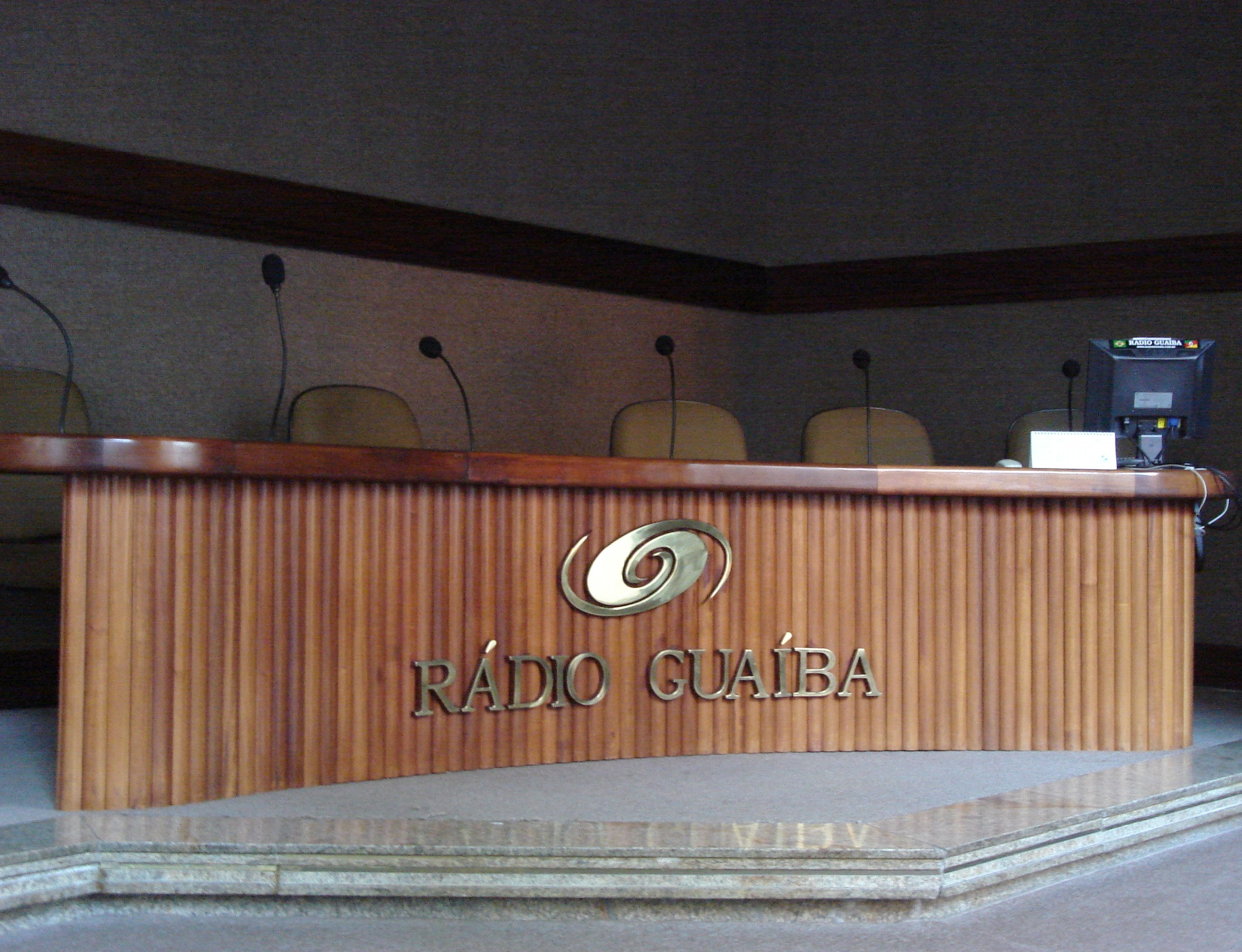
Estúdio Cristal, localizado na Rua Caldas Júnior

## Premiações
Prêmio Vladimir Herzog
Menção Honrosa do Prêmio Vladimir Herzog por Áudio
| Ano  | Obra                   | Veículo de mídia               | Autor                             | Resultado |
| ---- | ---------------------- | ------------------------------ | --------------------------------- | --------- |
| 2017 | “Histórias invisíveis” | Rádio Guaíba – Porto Alegre/RS | Gabriel Jacobsen e Daiane Vivatti | Venceu    |